# 我が父祖の土地
我が父祖の土地（わがふそのとち）は、ウェールズの国歌である。ウェールズ語の正式な歌名は「Hen Wlad Fy Nhadau」（ヘーン・ウラード・ヴァ・ンハダイ、 ウェールズ語発音: [heːn wlɑːd və ˈn̥adaɨ̞]）で、直訳すると「我が父祖の古き土地」となるが、英語では単に「Land of My Fathers」と表され、邦題も英題にならう。「わが父祖の国」「我が父なる国」「我が祖先の地」などの邦題もある。

## 概要
1856年1月にハープ奏者のジェームズ・ジェームズが、元曲となる「Glan Rhondda（ロンザ川の岸辺）」を作曲し、それに彼の父エヴァン・ジェームズが詞をつけた。
最も初期の写しが、ウェールズ国立図書館の収集物に現存する。
初演は父子の出身である南ウェールズのポンタプリズ。
1858年にスランゴスレンのアイステズヴォドで公開されてから、次第にウェールズ国歌として認識されるようになった。
元々は八分の六拍子の曲であったが、一般的に歌われ始めてから、現在のテンポまで徐々に拍子が遅くなっていった。

## 歌詞
| ウェールズ語 (1番) Mae hen wlad fy nhadau yn annwyl i mi, Gwlad beirdd a chantorion, enwogion o fri; Ei gwrol ryfelwyr, gwladgarwyr tra mad, Dros ryddid collasant eu gwaed. (コーラス) Gwlad, gwlad, pleidiol wyf i'm gwlad. Tra môr yn fur i'r bur hoff bau, O bydded i'r hen iaith barhau. (2番) Hen Gymru fynyddig, paradwys y bardd, Pob dyffryn, pob clogwyn, i'm golwg sydd hardd; Trwy deimlad gwladgarol, mor swynol yw si Ei nentydd, afonydd, i mi. (コーラス) (3番) Os treisiodd y gelyn fy ngwlad tan ei droed, Mae hen iaith y Cymry mor fyw ag erioed, Ni luddiwyd yr awen gan erchyll law brad, Na thelyn berseiniol fy ngwlad. (コーラス) | 日本語訳 （1番） 我が父祖の地は我に親しく 吟遊詩人と歌うたひと誉れ高き者らの地 勇敢な戦士ら、輝かしき愛国者らは 自由のために血を流せり （コーラス） 御国よ、御国よ、我は国に忠実なり。 海に守らるるとき、大地はいと清らなり おお、古き言葉よ風雪に耐へたまえ （2番） 古き山の国ウェールズ、吟遊詩人の楽園よ いづれの谷、いづれの崖も、我には美しく見えん 祖国の愛を通じて、川の流るる音も小川のせせらぎも 我には心地よく聞こえん （コーラス） （3番） たとえ敵が我が土地をその膝下に置いたとしても、 ウェールズの古き言葉は永久に生き続け、 ミューズは恐るべき反逆の手で妨げられることはなく、 祖国の琴の音が止むこともなし。 （コーラス） |